# Wakatsuki Reijirō
En aquest nom japonès, el cognom és Wakatsuki.
Wakatsuki Reijirō (japonès: 若槻 礼次郎)  (Matsue, 21 de març de 1866 - Itō, 20 de novembre de 1949) va ser un polític japonès, primer ministre del Japó dues vegades, de 1926 a 1927, i de nou el 1931.

## Biografia
Nascut a Shimane, fill d'un samurai de baix rang del clan Matsue. Es graduà el 1892 a la Facultat de Dret de la Universitat Imperial de Tòquio i tot just després va entrar al ministeri d'Hisenda. Ocupà diversos càrrecs com ara director de l'oficina d'impostos o viceministre d'Hisenda. El 1911 va esdevenir membre de la Cambra dels Pars. Addicionalment, va exercir com a ministre d'Hisenda dues vegades al tercer govern de Katsura i el segon d'Okuma.
Mentrestant, Wakatsuki es va unir al Rikken Dōshikai (Associació Constitucional d'Amics, l'octubre de 1916, i després al Kenseikai (Associació Constitucional), partit successor de l'anterior. El 1924 va assumir el ministeri d'Interior en el govern de Kato Takaaki i treballà en la promulgació del sufragi universal masculí, a més de promulgar la llei de preservació de la pau el 1925.
A la mort de Katō, Wakatsuki el va succeir en el càrrec i el 1926 va esdevenir primer ministre. Durant el seu mandat es va promoure la cooperació amb els Estats Units i el Regne Unit en l'anomenat Sistema de Tractat de Washington, a més el seu ministre d'exterior, Kijurō Shideara va defensar no ficar-se en els assumptes interns de la Xina. Tanmateix, la seva política poc militarista va ser criticada i va veure's forçat a dissoldre el seu govern el 1927. Després va ser delegat plenipotenciari a la Conferència Naval de Londres. Tornaria a ser primer ministre el 1931, si bé va dimitir poc després d'acabar la conferència naval. D'altra banda, en aquest moment tambçe va esdevenir president del Rikken Minseito (Partit Democràtic Constitucional). Posteriorment, es va oposar a la guerra amb els Estats Units, i després de l'esclat de la guerra, es va unira un grup que cercava la pau.